# Allocosa quadrativulva
Allocosa quadrativulva là một loài nhện trong họ wolfspinnen (Lycosidae).
Loài này thuộc chi Allocosa. Allocosa quadrativulva được Lodovico di Caporiacco miêu tả năm 1955.